# Matolen
Matolen är en ö i Marshallöarna.   Den ligger i kommunen Arnoatollen, i den sydöstra delen av Marshallöarna, 50 km öster om huvudstaden Majuro. Arean är 5,6 kvadratkilometer.
Terrängen på Matolen är mycket platt. Öns högsta punkt är 20 meter över havet. Den sträcker sig 10,1 kilometer i nord-sydlig riktning, och 18,0 kilometer i öst-västlig riktning.